# قو كانغ
قو كانغ (بالصينية: 郭康) هو مجدف صيني، ولد في 14 فبراير 1988.

## وصلات خارجية
- قو كانغ على موقع الاتحاد الدولي للتجديف (الإنجليزية)
- قو كانغ على موقع أوليمبيديا (الإنجليزية)
- قو كانغ على موقع اللجنة الأولمبية الصينية (الإنجليزية)